# Mělník
Pour les articles homonymes, voir Melnik.
Mělník (en allemand : Melnik) est une ville de la région de Bohême-Centrale, en Tchéquie, et le chef-lieu du district de Mělník. Sa population s'élevait à 20 278 habitants en 2025.

## Géographie
Mělník est située au confluent de l'Elbe et de la Vltava, à 32 km au nord du centre de Prague et à 32 km à l'ouest-sud-ouest de Mladá Boleslav.
La commune est limitée par Liběchov au nord, par Vysoká et Lhotka à l'est, par Velký Borek au sud-est, par Kly au sud, et par Obříství, Hořín et Dolní Beřkovice à l'ouest.

## Histoire
Mělník est une très ancienne ville de la Tchéquie. Des fouilles ont démontré que le lieu est occupé depuis l'ère néolithique. La tribu slave des Sorabes de Pšov y arrive entre les Ve et VIe siècles. Ludmila, fille unique de Slavibor, prince des Sorabes de Pšov, épouse, en 874, Bořivoj prince des Přemyslides, ce mariage marque la fusion des deux tribus.
L'épouse de Boleslav II, Emma d'Italie y fait frapper des deniers avec l'inscription « Emma regina - civitas Melnic », preuve la plus ancienne et la plus tangible de l'existence du site. C'est de cette époque également que l'on date l'implantation de la vigne à Mělník.
La ville a grandi progressivement au pied des murailles du château comme place du marché. Il faut attendre le 25 novembre 1274, pour qu'une charte royale mentionne sans équivoque la présence du bourg. Ottokat II Přemysl lui octroie une partie des taxes prélevées sur le transit fluvial pour contribuer aux dépenses de fortification. Charles IV du Saint-Empire lui octroie, pour sa part, le titre de ville royale.
Durant les guerres hussites, Mělník prend fait et cause pour la réforme protestante entreprise à Prague. Comme la plupart des villes de Bohême, elle adopte la réforme de Luther contre le pouvoir impérial catholique. En 1547 et en représailles, Ferdinand Ier du Saint-Empire confisque les biens municipaux et condamne la ville à une lourde amende, annulant aussi le privilège de perception des taxes fluviales. Il nomme à sa tête un bailli impérial. Pour autant, cette période reste un âge d'or pour la ville puisque le commerce du vin l'enrichit. Les bourgeois de l'époque font édifier l'église dédiée à sainte Ludmila et celle dédiée à la sainte Trinité. La guerre de Trente Ans met un terme à ces années prospères, les armées suédoises ravagent la ville. La ville est presque anéantie et ses élites émigrent en masse.
Par la suite, Mělník n'est qu'un petit bourg agricole, place de marché locale. Au XXe siècle elle connaît une croissance sans rapide et devient un port fluvial de première importance — occupant la seconde place après Ústí nad Labem — à la suite de la construction de quais et d'infrastructures adéquates en 1928.

## Population
Recensements (*) ou estimations de la population de la commune dans ses limites actuelles :
| 1869* | 1880* | 1890* | 1900* | 1910* | 1921*  |
| ----- | ----- | ----- | ----- | ----- | ------ |
| 7 112 | 7 656 | 8 247 | 8 976 | 9 806 | 10 502 |

| 1930*  | 1950*  | 1961*  | 1970*  | 1980*  | 1991*  |
| ------ | ------ | ------ | ------ | ------ | ------ |
| 12 089 | 11 914 | 13 076 | 15 487 | 18 941 | 19 625 |

| 2001*  | 2011*  | 2016   | 2017   | 2018   | 2019   |
| ------ | ------ | ------ | ------ | ------ | ------ |
| 19 271 | 19 599 | 19 230 | 19 295 | 19 351 | 19 486 |

| 2020   | 2021   | 2022   | 2023   | 2024   | 2025   |
| ------ | ------ | ------ | ------ | ------ | ------ |
| 19 559 | 19 579 | 19 472 | 20 202 | 20 350 | 20 278 |

## Galerie

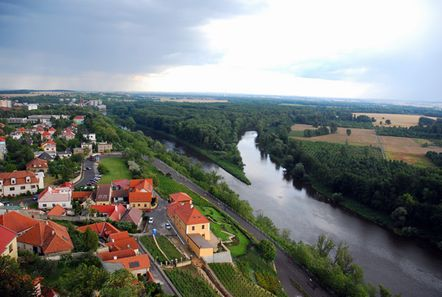
Mělník : confluent de l'Elbe (à g.) et de la Vltava.
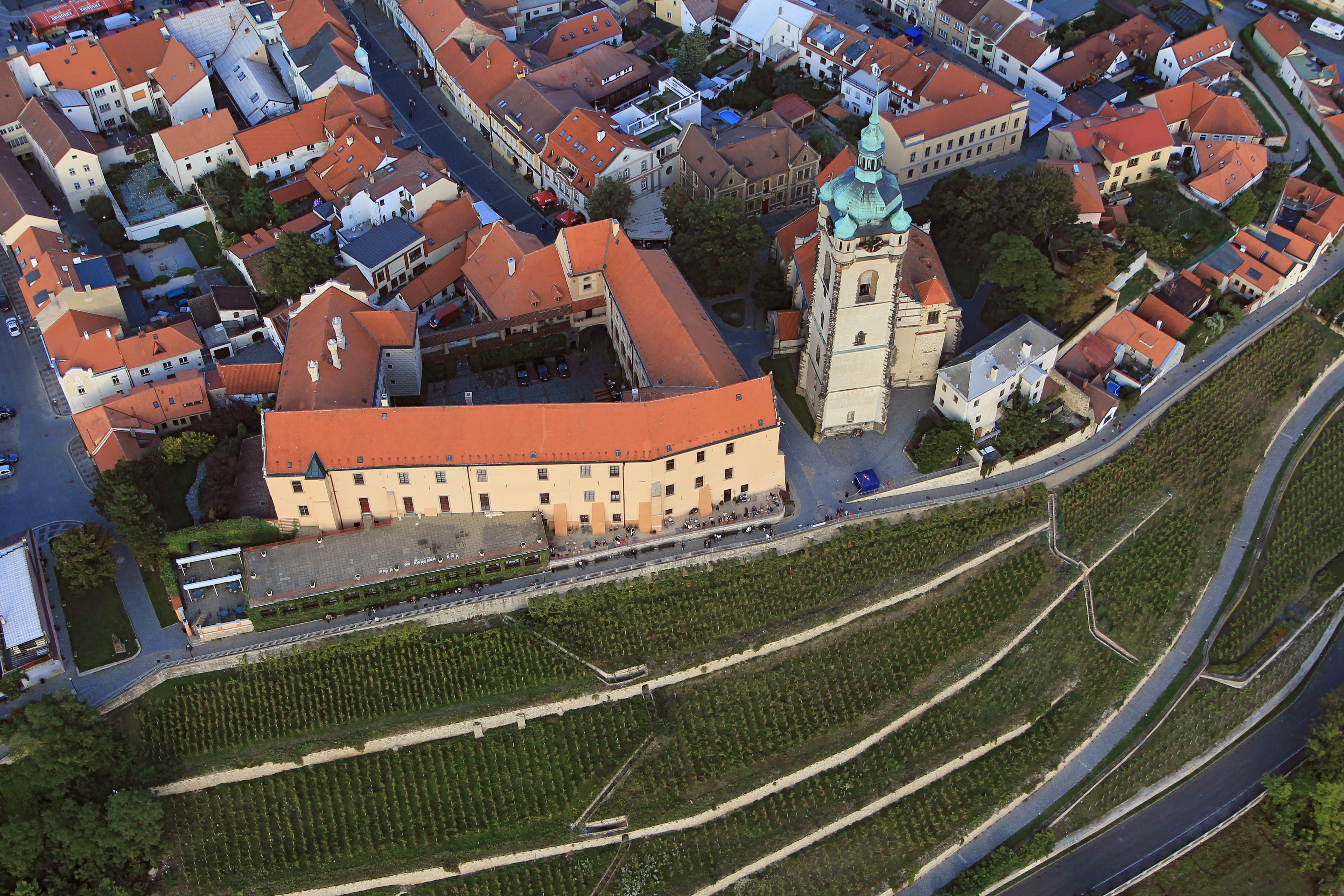
Château, vignoble et église Saints-Pierre-et-Paul.
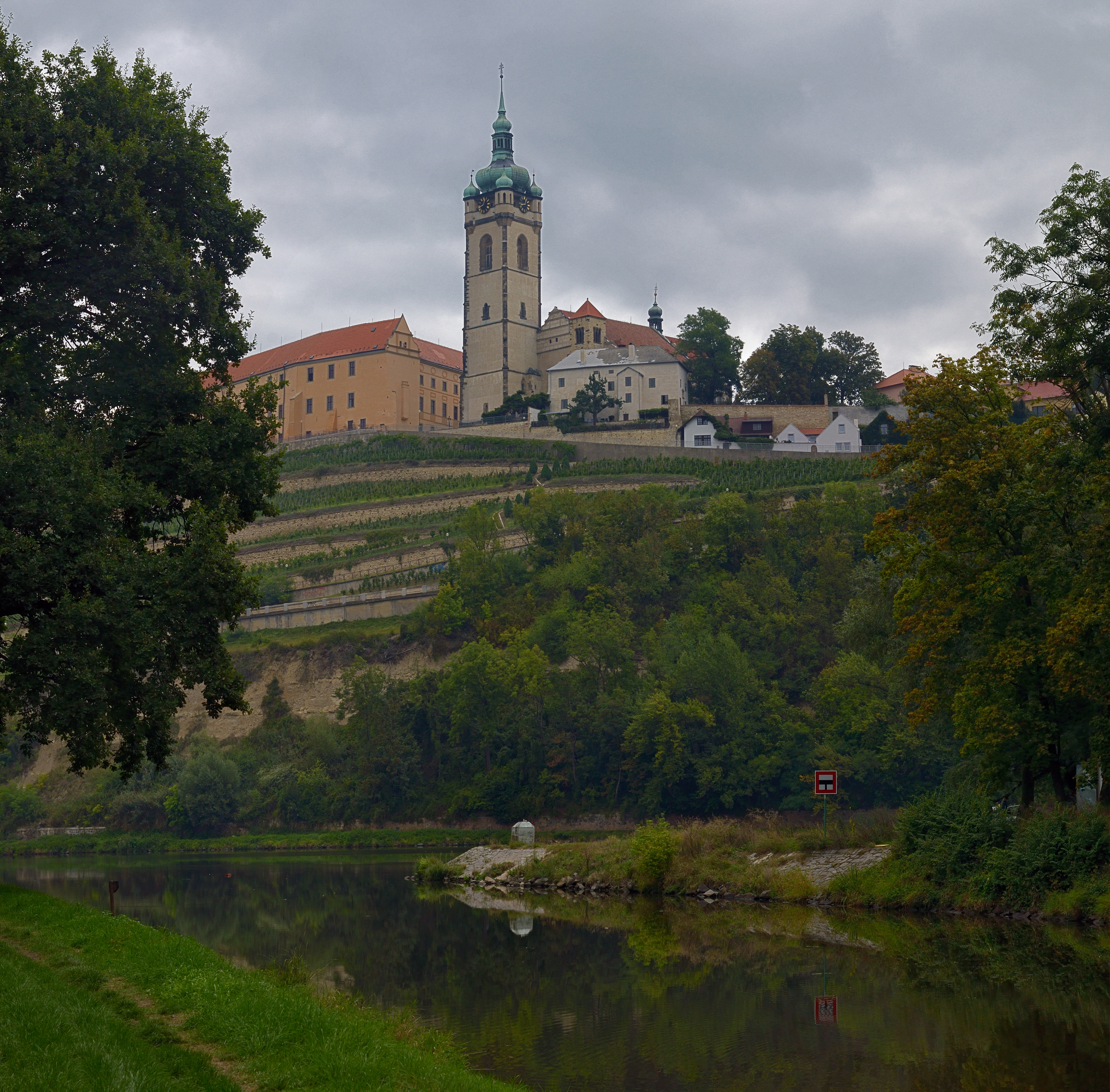
Château surplombant la confluence de la Vltava et de l'Elbe.

## Patrimoine
La ville compte plusieurs sites et monuments historiques. Le plus important est le château de Mělník, confisqué par le régime communiste puis restitué à ses anciens propriétaires, les princes Lobkowicz. Sa chapelle a été constituée par la dernière femme de Charles IV du Saint-Empire. Il contient également une cave à vin du XIVe siècle, où est proposé à la dégustation le produit des vignobles attenants au château.
L'église Saints-Pierre-et-Paul est un autre monument important pour la ville. Sa construction a commencé au tournant du Xe siècle et XIe siècle. À noter qu'elle contient un ossuaire. La ville accueille aussi le musée de la région dans un ancien monastère capucin, ainsi que les ruines de Hazmburg.
À proximité du château, il est possible d'observer le mont Říp, ainsi que le Massif central de Bohême (České středohoří).

## Personnalités
- Ludmila de Bohême (ou Saint Ludmila), épouse du prince Bořivoj Ier de Bohême, grand-mère de Venceslas Ier de Bohême, fille de Slavibor prince de Pšov (Mělník).
- Adalbert de Bohême (1145-1200), archevêque de Salzbourg.
- Barbe de Cilley (vers 1392–1451), impératrice du Saint-Empire, reine de Hongrie et reine de Bohême, veuve de l'empereur Sigismond de Luxembourg.
- Emma d'Italie (en tchèque : Emma Regina), reine des Francs par son mariage avec le roi Lothaire, puis mariée au duc Boleslav II de Bohême, de la dynastie des Přemyslides.
- Jacobus Sinapius (en tchèque : Jakub Hořčický z Tepence), pharmacologue, alchimiste et médecin personnel de l'empereur Rodolphe II.
- Jean-Henri de Moravie (1322-1375), margrave de Moravie et comte de Tyrol, frère de l'empereur Charles IV.
- Viktor Dyk (1877-1931), homme politique, prosateur et poète tchèque.
- Natalena Koroleva, danseur ukrainien, écrivaine
- Charles IV du Saint-Empire, empereur du Saint-Empire, roi de Bohême, comte de Luxembourg, roi d'Italie et roi de Bourgogne, etc.
- Jeanne de Rožmitál (av. 1432-1475), reine de Bohême, 2e épouse du roi Georges de Bohême.
- Jindřich Matiegka, anthropologue, médecin, professeur et recteur de Université Charles de Prague.
- Jiří Malý, anthropologue, médecin et professeur.
- Eleonore von Schwarzenberg (1682-1741), princesse.
- Jaroslav Seifert (1901-1986), écrivain, poète et journaliste tchèque, lauréat du prix Nobel de littérature 1984.
- Václav Levý, sculpteur tchèque.
- Kamil Hilbert, architecte tchèque
- Vilém Kraus, professeur, spécialiste de renommée mondiale en viticulture.
- Alexandr Oniščenko, peintre, originaire d'Ukraine.
- Marek Jansa
- Jan Palach (1948-1969)
- Jitka Čvančarová (née en 1978), actrice, chanteuse, mannequin et présentatrice tchèque,